# Wladimir Alexejewitsch Kirillin

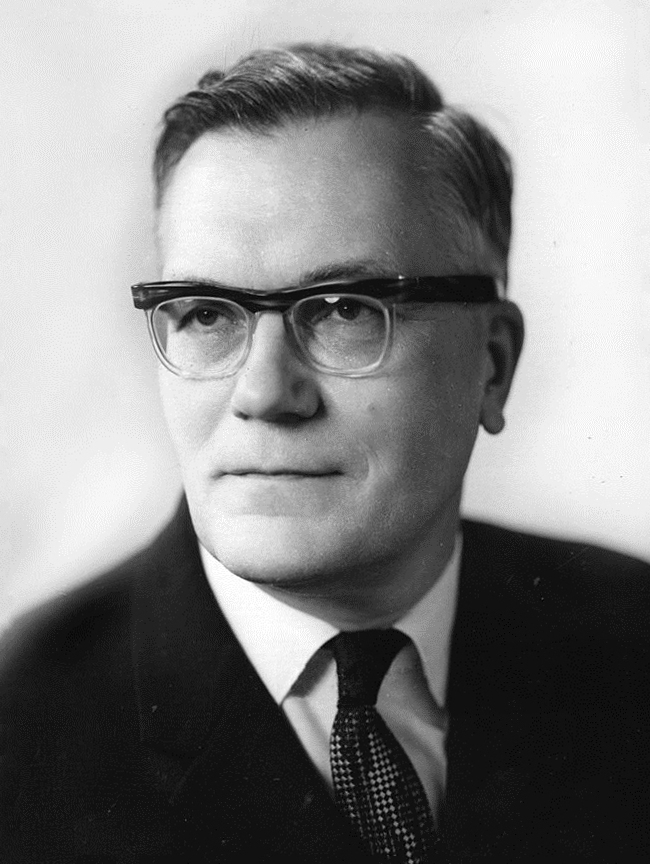
Wladimir Alexejewitsch Kirillin

Wladimir Alexejewitsch Kirillin (russisch Владимир Алексеевич Кириллин; * 7. Januarjul. / 20. Januar 1913greg. in Moskau; † 29. Januar 1999 ebenda) war ein sowjetischer bzw. russischer Physiker, Hochschullehrer und Politiker.

## Leben
Kirillin, Sohn des Kinderarztes Alexei Iwanowitsch Kirillin (1865–1936) und seiner Frau Ljubow Alexejewna geborene Jegorowa (1883–1934), besuchte die siebenjährige Schule (Abschluss Juni 1928) und dann die Vorbereitungskurse am Moskauer Pädagogik-Technikum für das Hochschulstudium. Ab Juni 1929 arbeitete er im Moskauer Elektrowerk mit Ausbildung zum Schlosser. 1931 begann er das Studium in der Abendabteilung des Moskauer Energetischen Instituts (MEI). Im Mai 1932 wechselte er die Arbeitsstelle und wurde Schlosser beim Moskauer Fernwärmenetz. Ab Januar 1933 studierte er in der MEI-Tagesabteilung mit Abschluss als Wärmetechnik-Ingenieur. Im Juli 1936 verteidigte er mit Erfolg sein Diplomprojekt für die Sokolniki-Wärmezentrale mit einer Leistung von 50 Megawatt bei einem Druck von 130 atm.
Nachdem Kirillin im Wärmekraftwerk Kaschira zu arbeiten begonnen hatte, wurde er im Oktober 1936 zum Militärdienst einberufen, den er im Hochleistungskraftwerk der Pazifikflotte ableistete. 1937 wurde er Mitglied der KPdSU. Nach dem Ende des Militärdienstes kam er in das Büro für Durchlaufkessel-Bau.
Im September 1938 begann Kirillin die Fernaspirantur am MEI und wechselte im März 1939 in die Präsenzaspirantur. Dafür erhielt er erstmals im MEI ein Stalin-Stipendium. Nach Beginn des Deutsch-Sowjetischen Kriegs wurde er Ende August 1941 zur Roten Armee eingezogen und nach Marineinfanterie-Offiziersausbildung als Ausbilder eingesetzt.
Nach seiner Demobilisierung im Sommer 1943 verteidigte Kirillin  im selben Jahr seine Dissertation über die Wärmekapazität von realen Gasen in Abhängigkeit von Temperatur und Druck mit Erfolg für die Promotion zum Kandidaten der physikalisch-mathematischen Wissenschaften. Darauf wurde er mit Unterstützung der MEI-Direktorin Walerija Golubzowa im MEI Parteiorganisator und Sekretär des KPdSU-Komitees, MEI-Vizedirektor und lehrte am Lehrstuhl für Ingenieurswärmephysik. Es folgte die Ernennung zum Dozenten 1946. Von Mai bis August 1945 hatte er zu einer Gruppe sowjetischer Spezialisten in Österreich gehört. Im April 1951 verteidigte er seine Doktor-Dissertation über die thermodynamischen Eigenschaften des Wassers und Wasserdampfs bei hohen Temperaturen und Drücken erfolgreich für die Promotion zum Doktor der physikalisch-mathematischen Wissenschaften. 1952 wurde er zum Professor ernannt und 1953 zum Korrespondierenden Mitglied der Akademie der Wissenschaften der UdSSR (AN-SSSR, seit 1991 Russische Akademie der Wissenschaften (RAN)) gewählt.
Von 1954 bis 1955 war Kirillin Vizeminister für Höhere Bildung der UdSSR, um darauf Vizevorsitzender des Staatlichen  Komitees für neue Technik des Ministerrats der UdSSR zu werden. Ab 1955 leitete er die Abteilung für Wissenschaft und Höhere Bildungseinrichtungen des Zentralkomitees (ZK) der KPdSU. Nach Reorganisation des ZK-Apparats wurde er im Dezember 1962 Vizeleiter der Abteilung für Ideologie und Leiter der Unterabteilung für Wissenschaft und Höhere Bildungseinrichtungen.

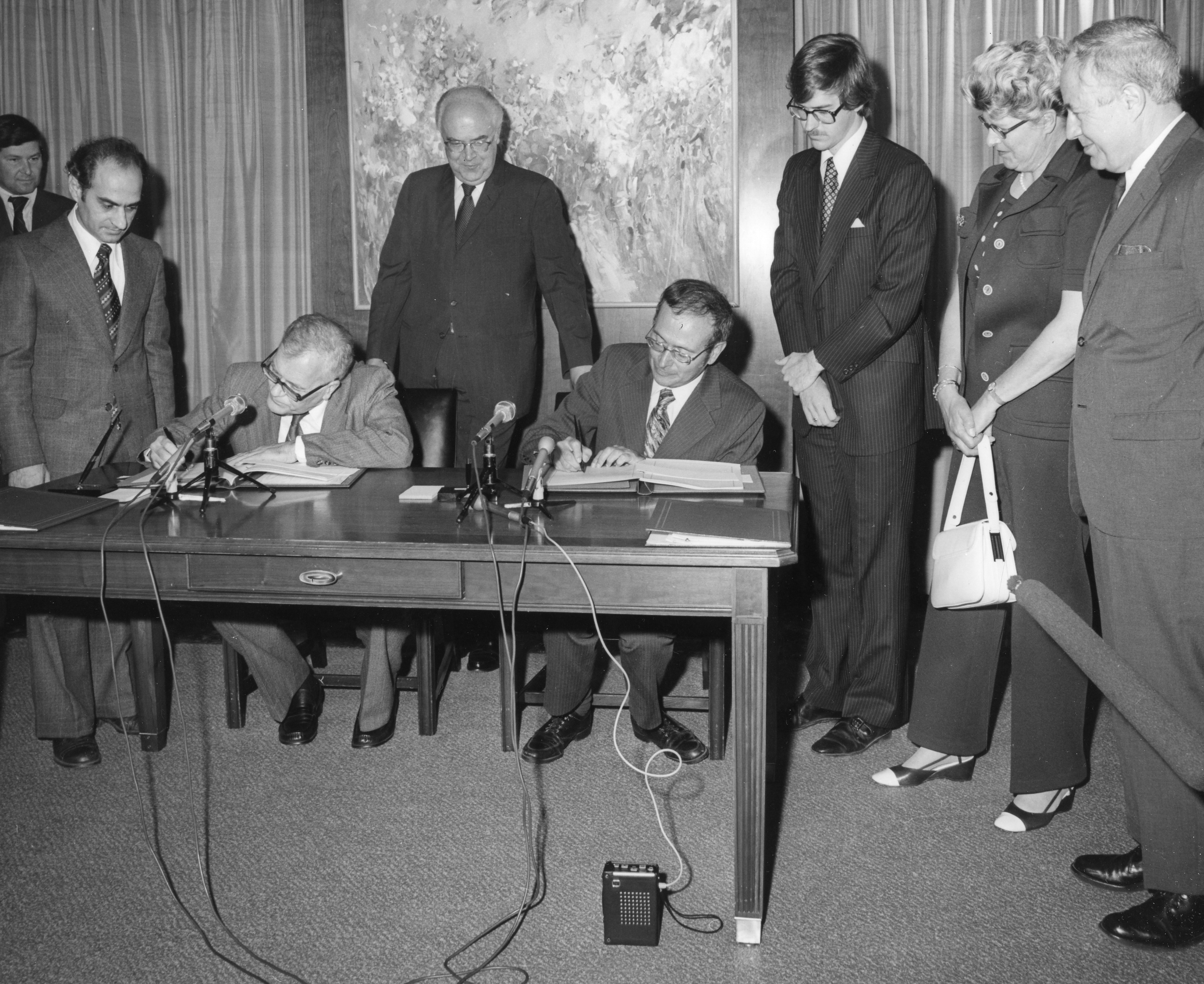
Kirillin (links) und Frank Press unterzeichnen die USA-Sowjetunion-Übereinkunft für wissenschaftliche und technische Zusammenarbeit am 24. Mai 1972 in Moskau

Nach der Wahl zum Vollmitglied der AN-SSSR 1962 war Kirillin 1963–1965 Vizepräsident der AN-SSSR. Er nahm dann verschiedene Ämter in der AN-SSSR/RAN wahr. 1969 wurde er ausländisches Mitglied der Bulgarischen Akademie der Wissenschaften.
Ab 1965 war Kirillin Vizevorsitzender des Ministerrats der UdSSR (Regierungschef Alexei Kossygin) und Vorsitzender des Staatlichen Komitees für Wissenschaft und Technik des Ministerrats der UdSSR. Am 22. Januar 1980 schied er auf eigenen Wunsch aus den Ämtern. Sein Nachfolger war Guri Martschuk. Kirillin war Abgeordneter im Obersten Sowjet der UdSSR und Mitglied des ZK der KPdSU (1966–1981).

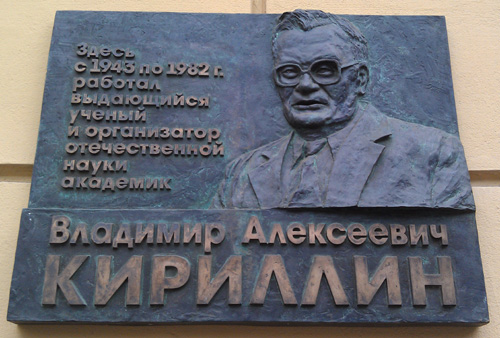
Kirillin-Gedenktafel am MEI-Gebäude

Trotz seiner politischen und organisatorischen Aktivitäten blieb Kirillin wissenschaftlich tätig, wobei die thermodynamischen Eigenschaften flüssiger und fester Stoffe im Mittelpunkt standen. Sein besonderes Interesse galt dem Schwerem Wasser und der direkten Umwandlung von Wärmeenergie in elektrischen Strom mit Magnetohydrodynamischen Generatoren. Auch verfasste er mit seinen Kollegen Lehrbücher zur Thermodynamik.
Kirillin war Mitglied des Sowjetischen Komitees für Verteidigung des Friedens. 1963–1964 war er Vorsitzender des sowjetischen Pugwash-Komitees. In seinen Memoiren beschrieb er Begegnungen mit Lew Arzimowitsch, Alexander Winogradow, Pjotr Kapiza, Mstislaw Keldysch, Michail Lawrentjew, Wladimir Martynowski, Nikolai Semjonow, Igor Tamm, Andrei Schtschegljajew und Wladimir Engelhardt.
Kirillin starb am 29. Januar 1999 in Moskau und wurde auf dem Nowodewitschi-Friedhof begraben.
Im Vestibül des Moskauer Vereinigten Instituts für Hohe Temperaturen der RAN wurde am 23. Januar 2013 die Kirillin-Büste der Bildhauer Nikolai Seliwanow und Wassili Nikolajewitsch Seliwanow aufgestellt.

## Ehrungen, Preise
- Medaille „Für heldenmütige Arbeit im Großen Vaterländischen Krieg 1941–1945“
- Stalinpreis III. Klasse (1951)
- Leninorden (viermal)
- Orden des Roten Banners der Arbeit
- Leninpreis im Bereich Wissenschaft (1959 mit M. P. Bukalowitsch und A. J. Scheindlin)[3]
- Medaille „Für heldenmütige Arbeit“ (1960)
- Jubiläumsmedaille „Zum Gedenken an den 100. Geburtstag von Wladimir Iljitsch Lenin“
- Staatspreis der UdSSR (1976)
- Orden der Oktoberrevolution (1983)
- Verdienstorden für das Vaterland IV. Klasse (1998)